# Вівсянка каштанова
Вівсянка каштанова (Emberiza tahapisi) — вид горобцеподібних птахів родини вівсянкових (Emberizidae).

## Поширення
Вид поширений в тропічній Африці та на Аравійському півострові. на скелястих, злегка лісистих схилах пагорбів з рідкісною рослинністю та оголеним ґрунтом, іноді птаха можна зустріти в лісах. Уникає пустель, екваторіальних лісів та високогір'я.

## Опис
Тіло завдовжки 16,5-18 см. Оперення помаранчеве, спина та крила з чорними смугами. Самець має сім сірих і чорних смуг на голові, більш невиразних, тьмяних і темних у самиць. Очі карі. Верхня щелепа чорно-коричнева, а нижня жовтувата. Ніжки жовто-коричневі.

## Підвиди
Таксон містить чотири підвиди:
- E. t. arabica (Lorenz von Liburnau, L & Hellmayr, 1902) — південь Аравійського півострова;
- E. t. septemstriata Rüppell, 1837 — від східного Судану до Еритреї, північної Ефіопії та північно-західного Сомалі;
- E. t. tahapisi Smith, A, 1836 — від південно-центральної Ефіопії до південно-східної частини ПАР, Сокотри, південного Габону та ДРК, Анголи;
- E. t. nivenorum (Winterbottom, 1965) — південна Ангола та Намібія.